# Ylä-Malmi
Ylä-Malmi (en suédois : Övre Malm) est une section du quartier de Malmi à Helsinki, la capitale de la Finlande.

## Description
Ylä-Malmi a une superficie de 0,91 km2, sa population s'élève à 6 642 habitants(1.1.2010) pour 3 722 emplois(31.12.2011).